# Томас, Стив
Сти́вен Э́нтони То́мас (англ. Stephen Antony Thomas; род. 15 июля 1963, Стокпорт, Большой Манчестер), известный как Стив Томас — канадский хоккеист, нападающий. Провёл в Национальной хоккейной лиге 20 сезонов в составе клубов «Торонто Мейпл Лифс», «Чикаго Блэкхокс», «Нью-Йорк Айлендерс», «Нью-Джерси Дэвилз», «Майти Дакс оф Анахайм» и «Детройт Ред Уингз».

## Биография

### Игровая карьера
Стивен Томас родился 15 июля 1963 года в английском городе Стокпорте, а вырос в Маркеме (Онтарио). После своей заметной юношеской карьеры в клубе Хоккейной лиги Онтарио (OHL) «Торонто Мальбороз» Томас как свободный агент подписал контракт с клубом НХЛ «Торонто Мейпл Лифс». Свои первые матчи в НХЛ он сыграл в сезоне 1984/1985. Прежде чем попасть в НХЛ Томас успел получить награду лучшему новичку Американской хоккейной лиги сезона 1984/1985; в АХЛ он играл за клуб «Сент-Катаринс Сэйнтс», где также провёл и часть следующего сезона.
В «Торонто» Стив Томас стал истинным бомбардиром, забросив 35 шайб в сезоне 1986/1987. По окончании сезона он был обменян в «Чикаго Блэкхокс», где играл вплоть до первых матчей сезона 1991/1992, за которыми последовал обмен в «Нью-Йорк Айлендерс».
В составе «Айлендерс» Томас провел лучшую часть своей карьеры. В сезоне 1992/1993 Томас, забросив 37 шайб и сделав 50 голевых передач, набрал 87 очков, что стало наивысшим результатом в его карьере. В плей-офф того сезона, когда в первом раунде из-за травмы, полученной после силового приёма со стороны Дейла Хантера, выбыл лидер «Айлендерс» Пьер Тарджон, Томас и его партнер по команде Рэй Ферраро проявили себя неожиданными героями и помогли команде сенсационно дойти до финала Восточной конференции. Оба вошли в десятку лучших по очкам в плей-офф. В следующем сезоне Томас установил персональный рекорд по заброшенным шайбам за сезон — 42.
После повторных появлений в «Торонто» и «Чикаго» Томас оказался в «Майти Дакс оф Анахайм». Его карьера катилась к закату в «Чикаго», однако обмен в «Анахайм» освежил её. После всего 4 голов в составе «Чикаго» в 69 матчах сезона 2002/2003 Томас забросил 10 шайб в 12 последних матчах сезона после перехода в «Анахайм». В плей-офф он забросил ещё 4 шайбы и помог команде дойти до финала Кубка Стэнли. «Утки» хотели оставить Томаса и на следующий сезон, но по причинам, связанным с финансами, сделать этого не смогли.
Несмотря на хорошую игру в плей-офф в течение всей карьеры, Томасу так и не удалось завоевать Кубок Стэнли. Он был близок к этому в сезоне 2002/2003 в составе «Анахайма», но в финале, первом для него самого и для команды, «Утки» уступили в семиматчевой битве фавориту «Нью-Джерси Дэвилз».
Томас подписал однолетний контракт с «Детройт Ред Уингз» на сезон 2003/2004, весьма эффективно играя в одном звене с молодым Павлом Дацюком и Бреттом Халлом. На одном из отрезков сезона Томасу удалось набрать 10 очков в 13 матчах. Он получал гораздо больше игрового времени, чем ожидал, из-за череды травм в составе «Детройта». «Детройт» выиграл регулярный чемпионат и получил Президентский кубок, но проиграл во втором раунде плей-офф «Калгари Флеймз».
После локаута сезона 2004/2005 Томас получил приглашение принять участие в тренировочном лагере «Торонто», но по его итогам не попал в состав команды.

### После окончания карьеры
В ноябре 2006 года Томас устроился на работу в компанию, занимающуюся рекламой спортивной одежды и спортивных событий в Торонто.
После этого он вошёл в тренерский штаб команды Юношеской хоккейной лиги Онтарио «Сент Майкл'з Баззерз» из Торонто.
3 сентября 2010 года Томас был назначен консультантом по игровому развитию клуба «Тампа Бэй Лайтнинг», в задачи которого входило курирование всех многообещающих новичков «Тампы».

### Статистика
| 1981-82     | Торонто Мальбороз     | OHL         | 1    | 0   | 0   | 0   | 0    | —   | —  | —  | —   | —   |
| 1982-83     | Торонто Мальбороз     | OHL         | 61   | 18  | 20  | 38  | 42   | —   | —  | —  | —   | —   |
| 1983-84     | Торонто Мальбороз     | OHL         | 70   | 51  | 54  | 105 | 77   | —   | —  | —  | —   | —   |
| 1984-85     | Торонто Мейпл Лифс    | НХЛ         | 18   | 1   | 1   | 2   | 2    | —   | —  | —  | —   | —   |
| 1984-85     | Сент-Катаринс Сэйнтс  | АХЛ         | 64   | 42  | 48  | 90  | 56   | —   | —  | —  | —   | —   |
| 1985-86     | Торонто Мейпл Лифс    | НХЛ         | 65   | 20  | 37  | 57  | 36   | 10  | 6  | 8  | 14  | 9   |
| 1985-86     | Сент-Катаринс Сэйнтс  | АХЛ         | 19   | 18  | 14  | 32  | 35   | —   | —  | —  | —   | —   |
| 1986-87     | Торонто Мейпл Лифс    | НХЛ         | 78   | 35  | 27  | 62  | 114  | 13  | 2  | 3  | 5   | 13  |
| 1987-88     | Чикаго Блэкхокс       | НХЛ         | 30   | 13  | 13  | 26  | 40   | 3   | 1  | 2  | 3   | 6   |
| 1988-89     | Чикаго Блэкхокс       | НХЛ         | 45   | 21  | 19  | 40  | 69   | 12  | 3  | 5  | 8   | 10  |
| 1989-90     | Чикаго Блэкхокс       | НХЛ         | 76   | 40  | 30  | 70  | 91   | 20  | 7  | 6  | 13  | 33  |
| 1990-91     | Чикаго Блэкхокс       | НХЛ         | 69   | 19  | 35  | 54  | 129  | 6   | 1  | 2  | 3   | 15  |
| 1991-92     | Чикаго Блэкхокс       | НХЛ         | 11   | 2   | 6   | 8   | 26   | —   | —  | —  | —   | —   |
| 1991-92     | Нью-Йорк Айлендерс    | НХЛ         | 71   | 28  | 42  | 70  | 71   | —   | —  | —  | —   | —   |
| 1992-93     | Нью-Йорк Айлендерс    | НХЛ         | 79   | 37  | 50  | 87  | 111  | 18  | 9  | 8  | 17  | 37  |
| 1993-94     | Нью-Йорк Айлендерс    | НХЛ         | 78   | 42  | 33  | 75  | 139  | 4   | 1  | 0  | 1   | 8   |
| 1994-95     | Нью-Йорк Айлендерс    | НХЛ         | 47   | 11  | 15  | 26  | 60   | —   | —  | —  | —   | —   |
| 1995-96     | Нью-Джерси Дэвилз     | НХЛ         | 81   | 26  | 35  | 61  | 98   | —   | —  | —  | —   | —   |
| 1996-97     | Нью-Джерси Дэвилз     | НХЛ         | 57   | 15  | 19  | 34  | 46   | 10  | 1  | 1  | 2   | 18  |
| 1997-98     | Нью-Джерси Дэвилз     | НХЛ         | 55   | 14  | 10  | 24  | 32   | 6   | 0  | 3  | 3   | 2   |
| 1998-99     | Торонто Мейпл Лифс    | НХЛ         | 78   | 28  | 45  | 73  | 33   | 17  | 6  | 3  | 9   | 12  |
| 1999-00     | Торонто Мейпл Лифс    | НХЛ         | 81   | 26  | 37  | 63  | 68   | 12  | 6  | 3  | 9   | 10  |
| 2000-01     | Торонто Мейпл Лифс    | НХЛ         | 57   | 8   | 26  | 34  | 46   | 11  | 6  | 3  | 9   | 4   |
| 2001-02     | Чикаго Блэкхокс       | НХЛ         | 34   | 11  | 4   | 15  | 17   | 5   | 1  | 1  | 2   | 0   |
| 2002-03     | Чикаго Блэкхокс       | НХЛ         | 69   | 4   | 13  | 17  | 51   | —   | —  | —  | —   | —   |
| 2002-03     | Майти Дакс оф Анахайм | НХЛ         | 12   | 10  | 3   | 13  | 2    | 21  | 4  | 4  | 8   | 8   |
| 2003-04     | Детройт Ред Уингз     | НХЛ         | 44   | 10  | 12  | 22  | 25   | 6   | 0  | 1  | 1   | 2   |
| Всего в НХЛ | Всего в НХЛ           | Всего в НХЛ | 1235 | 421 | 512 | 933 | 1306 | 174 | 54 | 53 | 107 | 187 |

| Год   | Команда | Турнир | Игры | Г  | П  | Очки | Штраф |
| ----- | ------- | ------ | ---- | -- | -- | ---- | ----- |
| 1991  | Канада  | ЧМ     | 10   | 5  | 3  | 8    | 12    |
| 1992  | Канада  | ЧМ     | 5    | 2  | 2  | 4    | 4     |
| 1994  | Канада  | ЧМ     | 6    | 1  | 5  | 6    | 0     |
| 1996  | Канада  | ЧМ     | 8    | 2  | 3  | 5    | 29    |
| Всего | Всего   | Всего  | 29   | 10 | 13 | 23   | 45    |

## На экране
В 1986 Стив Томас снялся в эпизодической роли в фильме на хоккейную тему «Молодая кровь» вместе с Робом Лоу и Киану Ривзом.
Томас участвовал в четвёртом эпизоде пятого сезона реалити-шоу «Логово дракона», где «выбивал» деньги для компании, совладельцем которой является.[значимость факта?]

## Личная жизнь
У Томаса двое детей — дочь Лорен и сын Кристиан, хоккеист, задрафтованный во втором раунде драфта-2010 под общим 40-м номером клубом «Нью-Йорк Рейнджерс».